# Sclafani (cognome)
Sclafani è un cognome di lingua italiana.

## Varianti
Scafani, Scafariello, Scafaro, Scaffa, Scaffidi, Scaffido.

## Origine e diffusione
Il cognome è tipicamente siciliano.
Potrebbe derivare dal toponimo Sclafani Bagni.
La variante Scafaro è meridionale; Scafariello è napoletano; Scaffidi è calabrese e siciliano.